# لورانس كيمبل
لورانس كيمبل (بالإنجليزية: Lawrence Kimble)‏ هو كاتب سيناريو أمريكي، ولد في 21 سبتمبر 1904 في بيكرسفيلد في الولايات المتحدة، وتوفي في 3 سبتمبر 1977 في لوس أنجلوس في الولايات المتحدة.

## وصلات خارجية
- لورانس كيمبل على موقع IMDb (الإنجليزية)
- لورانس كيمبل على موقع قاعدة بيانات الفيلم (الإنجليزية)